# Neobathiea perrieri
Neobathiea perrieri (Schltr.) Schltr., 1925 è una pianta della famiglia delle Orchidacee, endemica del Madagascar.
È la specie tipo del genere Neobathiea.

## Descrizione
È una piccola orchidea epifita con fusto molto breve  e mediamente 3-5 foglie, da oblunghe a spatolate, lunghe 3–7 cm e larghe 1–2 cm, con margine ondulato.
L'infiorescenza comprende 1-2 fiori di colore bianco, con labello trilobato, dalla cui base origina uno sperone nettarifero filiforme, lungo 10–12 cm.

## Biologia
Come la maggior parte delle specie di Angraecinae, è verosimile che anche questa specie  si riproduca per impollinazione entomofila ad opera di farfalle notturne della famiglia Sphingidae, in quanto il suo lungo sperone nettarifero risulta accessibile solo ad insetti dotati di una altrettanto lunga spirotromba; tuttavia lo specifico insetto pronubo non è stato ancora identificato.

## Distribuzione e habitat
La specie è diffusa nel Madagascar nord-occidentale.
Cresce sia nella foresta decidua secca della parte occidentale dell'isola che nella foresta pluviale foresta umida sempreverde della parte settentrionale.

## Tassonomia
La specie fu scoperta da Henri Perrier de la Bâthie e descritta formalmente da Rudolf Schlechter nel  1913 come Aeranthes perrieri. Nel 1918, lo stesso Schlechter la assegnò al genere Bathiea successivamente rinominato in Neobathiea.